# Лигозеро (озеро, Архангельская область)
Лигозеро — озеро-старица на правом берегу среднего течения Северной Двины в центральной части Виноградовского района Архангельской области России.

## География
Лигозеро находится в правобережной пойме Северной Двины в муниципальном образовании «Осиновское». Озеро вытянуто с юго-востока на северо-запад, длина 1 км, ширина до 0,1 км, площадь зеркала 0,09 км². Расположено на высоте 17,5 м над уровнем моря. Напротив Лигозера находится конецгорская деревушка Зубова Горка. Небольшой протокой, вытекающей из северного конца озера, Лигозеро связано с речкой Конецгорский Полой.
Рядом расположено схожее по форме и происхождению озеро-старица Шабозеро и деревня Конецгорье.

## Этимология
Название озера, возможно, происходит от вепского ligo — мочило, место в озере или реке для мочения конопли или льна.

## Карты
- Топографическая карта P-38-039-C,D